# Toalettbord

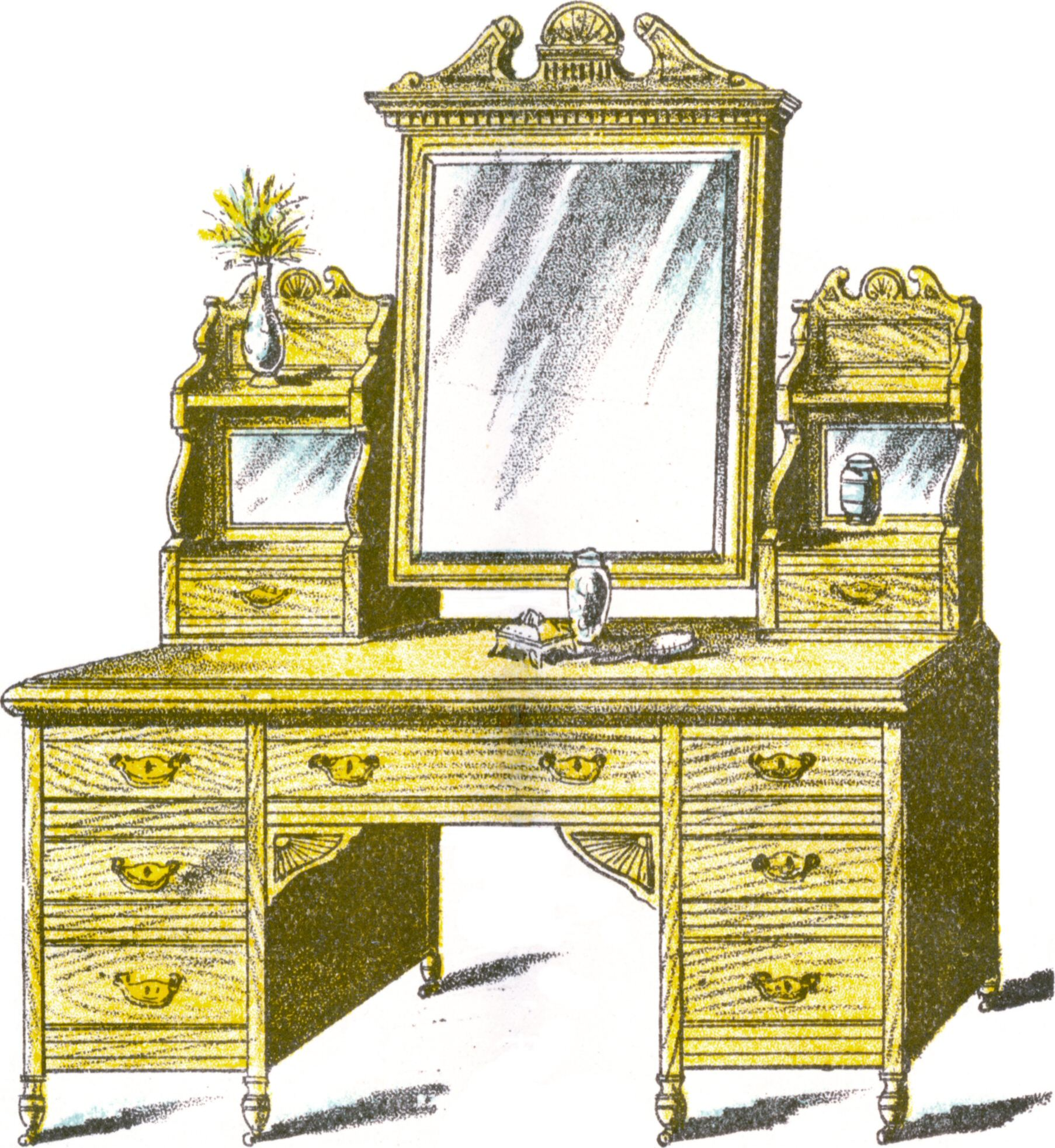
Toalettbord från 1886.

Ett toalettbord är ett bord vid vilket man sittande kan ägna sig åt hud-, hår- och skönhetsvård. Ett toalettbord är ofta försett med en spegel. Det kan ha lådor, hyllor eller skåp i vilka man kan förvara hygienartiklar och smycken. Toalettbord placeras vanligen i lite större sovrum och används mestadels av kvinnor. Pigtittaren kan sägas utgöra ett toalettbord i miniatyr.

Toilettbord från Schweiz, 1700-talets mitt.